# Irska na Olimpijskim igrama
Irska je prvi put sudjelovala na Olimpijskim igrama kao neovisna država 1924. Između 1900. i 1920. godine irski športaši sudjeluju na Olimpijskim igrama ali kao članovi olimpijskog tima Ujedinjenog Kraljevstva.
Na Zimskim olimpijskim igrama Irska je prvi put učestvovala 1992. godine i do sada nisu osvojili ni jedno odličje.
Irska nikada nije bio domaćin olimpijskih igara, i irski športaši, zaključno s 2012. godinom, su osvojili 27 olimpijskih medalja i sve one su s Letnjih olimpijskih igara.

### Ljetne olimpijske igre
| Godina | Gold | Silver | Bronze | Ukupno | Rang |
| ------ | ---- | ------ | ------ | ------ | ---- |
| 1924.  | 0    | 0      | 0      | -      | -    |
| 1928.  | 1    | 0      | 0      | 1      | 24   |
| 1932.  | 2    | 0      | 0      | 2      | 16   |
| 1936.  | -    | -      | -      | -      | -    |
| 1948.  | 0    | 0      | 0      | 0      |      |
| 1952.  | 0    | 1      | 0      | 1      | 34   |
| 1956.  | 1    | 1      | 3      | 5      | 21   |
| 1960.  | 0    | 0      | 0      | 0      |      |
| 1964.  | 0    | 0      | 0      | 0      |      |
| 1968.  | 0    | 0      | 0      | 0      |      |
| 1972.  | 0    | 0      | 0      | 0      |      |
| 1976.  | 0    | 0      | 0      | 1      |      |
| 1980.  | 0    | 1      | 1      | 2      | 31   |
| 1984.  | 0    | 1      | 0      | 1      | 33   |
| 1988.  | 0    | 0      | 0      | 0      |      |
| 1992.  | 1    | 1      | 0      | 2      | 32   |
| 1996.  | 3    | 0      | 1      | 0      | 28   |
| 2000.  | 0    | 1      | 0      | 1      | 64   |
| 2004.  | 0    | 0      | 0      | 1      |      |
| 2008.  | 0    | 1      | 2      | 1      | 62   |
| 2012.  | 1    | 1      | 3      | 5      | 41   |
| Ukupno | 9    | 8      | 10     | 27     |      |

## Osvajači medalja
- Paddy Barnes - Boks (0-0-2) 
Peking 2008.: Bronca
London 2012.: Bronca
- Anthony Byrne - Boks (0-0-1)
Melbourne 1956.: Bronca
- John Caldwell - Boks (0-0-1)
Melbourne 1956.: Bronca, Muha kategorija (- 51 kg)
- Michael Carruth - Boks (1-0-0)
Barcelona 1992.: Zlato, Valter kategorija (- 67 kg)
- Michael Conlon - Boks (0-0-1) 
London 2012.: Bronca, Muha kategorija (- 52 kg)
- Ron Delany - Arletika (1-0-0)
Melbourne 1956.: Zlato, 1500 m
- Kenneth Egan - Boks (0-1-0)
Peking 2008.: Srebro,  Poluteška (- 81 kg)
- Frederick Gilroy - Boks (0-0-1)
Melbourne 1956.: Bronca, Bantam (- 54 kg)
- James McCourt - Boks (0-0-1)
Tokio 1964.: Laka kategorija (- 60 kg)
- Wayne McCullough - Boks (0-1-0)
Barcelona 1992.: Srebro, Bantam (- 54 kg)
- John McNally - Boks (0-1-0)
Helsinki 1952.: Srebro, Bantam (- 54 kg)
- John Joe Nevin - Boks (0-1-0) 
London 2012.: Srebro, Bantam (- 56 kg)
- Pat O’Callaghan - Atletika (2-0-0)
Amsterdam 1928.: Zlato, Kladivo
Los Angeles 1932.: Zlato, Kladivo
- Cian O’Connor - Jahanje (0-0-1) 
London 2012.: Bronca
- Sonia O'Sullivan - Atletika (0-1-0)
Sydney 2000.: Srebro, 5000m
- Hugh Russell - Boks (0-0-1)
Tokio 1964.: Bronca, Muha kategorija (- 51 kg)
- Michelle Smith - Plivanje (3-0-1)
Atlanta 1996.: Zlato, 200 m Ekipno
Atlanta 1996.: Zlato, 400 m Slobodno
Atlanta 1996.: Zlato, 400 m Ekipno
Atlanta 1996.: Bronca, 200 m Leptir
- Fred Tiedt - Boks (0-1-0)
Melbourne 1956.: Srebro, Valter kategorija (- 67 kg)
- Darren Sutherland - Boks (0-0-1)
Peking 2008.: Bronca, Srednja kategorija (- 75 kg)
- Katie Taylor - Boks (1-0-0) 
London 2012.: Zlato, Laka (57 - 60 kg)
- Bob Tisdall - Atletika (1-0-0)
Los Angeles 1932.: Zlato, 400 m Prepreke
- John Treacy - Atletika (0-1-0)
Los Angeles 1984.: Srebro, Maraton
- David Wilkins - Jedrenje (0-1-0)
Moskva 1980.: Srebro, Flying Dutchman
- James Wilkinson - Jedrenje (0-1-0)
Moskva 1980.: Srebro, Flying Dutchman

## Vanjske poveznice
- Olympic Council of Ireland